# Pëtr Vasilevskij
Pëtr Petrovič Vasilevskij (in russo Пётр Петрович Василевский?, angl. Pyotr Petrovich Vasilevsky; Minsk, 29 giugno 1956 – Minsk, 9 gennaio 2012) è stato un calciatore e allenatore di calcio sovietico, di ruolo attaccante.

## Carriera

### Club
Nella stagione 1973 esordisce nella Dinamo Minsk, squadra che inizialmente milita nella massima divisione sovietica, per poi retrocedere nel 1973 in Pervaja Liga. La società di Minsk guadagna la promozione nella prima divisione nel 1975. L'anno seguente Vasilevskij si fa notare tra i marcatori del torneo, siglando 5 reti. Retrocesso, nel 1978 ottiene una nuova promozione nella massima serie dell'URSS. Nel 1979 vive una breve esperienza con il Paxtakor (in Vysšaja Liga), prima di ritornare alla Dinamo Minsk l'anno seguente. Nel 1980 è nuovamente il miglior marcatore della squadra con 10 centri. Nell'annata seguente, la migliore della sua carriera, realizza 14 gol, arrivando al sesto posto tra i marcatori. La Dinamo Minsk vince il suo primo titolo sovietico nel 1982. Nel 1984 si trasferisce al Dnepr Mogilev, squadra nella quale decide di chiudere la sua attività da calciatore nel 1985.
Totalizza 319 presenze e 91 gol con i club, 265 incontri e 57 reti con la Dinamo Minsk e 170 partite e 39 marcature nella massima divisione sovietica. La sua miglior stagione è l'ultima vissuta al Dnepr Mogilev, durante la quale sigla 24 segnature in 30 giornate di campionato.
Tra il 1989 e il 1991 allena il KIM Vitebsk.

## Palmarès

### Giocatore

#### Competizioni nazionali
- Campionato sovietico: 1

Dinamo Minsk: 1982